# Ecnomiohyla fimbrimembra
Ecnomiohyla fimbrimembra är en groddjursart som först beskrevs av Taylor 1948.  Ecnomiohyla fimbrimembra ingår i släktet Ecnomiohyla och familjen lövgrodor. IUCN kategoriserar arten globalt som starkt hotad. Inga underarter finns listade i Catalogue of Life.